# ジスプロシウム
ジスプロシウム (英: dysprosium [dɪsˈproʊziəm]、ディスプロシウムとも言うことあり) は原子番号66の元素。元素記号は Dy。金属的な銀色の光沢を持つ希土類元素である。単体として存在することはないが、ゼノタイムなど様々な鉱物に含まれる。自然界に生じるジスプロシウムは7つの同位体から構成され、最も多いのは164Dyである。レアアースの一種。
1886年にポール・ボアボードランにより初めて同定されたが、1950年代にイオン交換技術が開発されるまで純粋な形では単離されなかった。他の元素で代替できない用途は比較的少ない。熱中性子吸収断面積が高いため原子炉の制御棒に使用され、磁化率が高いため({\displaystyle \chi _{v}\approx 5.44\times 10^{-3}})データ記憶の用途で使用され、Terfenol-D（磁歪材料）の成分として使用される。可溶性のジスプロシウム塩は軽度の毒性があるが、不溶性の塩は無毒であると考えられている。

## 特徴

### 物理的性質

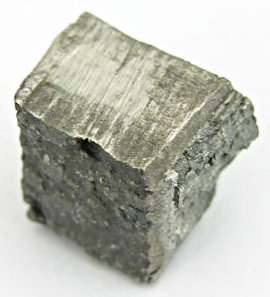
ジスプロシウムの試料

ジスプロシウムは希土類元素であり、金属の明るい銀色の光沢を持つ。非常に柔らかく、過度に熱することを避ければ火花を出すことなく加工することができる。物理的特性は少量の不純物でも大きな影響を受ける。
ジスプロシウムとホルミウムは、特に低温で元素の磁気強度が最も高い。85 K (−188.2 °C)未満の温度で単純な強磁性秩序を持つ。85 K (−188.2 °C)以上では、らせん状の反強磁性状態になり、特定の基底面層のすべての原子モーメントが平行で隣接する層のモーメントに対して一定の角度で配向する。この異常な反強磁性は、179 K (−94 °C)で無秩序（常磁性）状態に変わる。

### 化学的性質
ジスプロシウム金属は空気中でゆっくりと変色し、容易に燃焼して酸化ジスプロシウム(III)を形成する。
4 Dy + 3 O2 → 2 Dy2O3
電気的にかなり陽性であり、冷水とゆっくりと（熱水とはかなり速く）反応して水酸化ジスプロシウムを形成する。
2 Dy (s) + 6 H2O (l) → 2 Dy(OH)3 (aq) + 3 H2 (g)
ジスプロシウム金属は、200℃以上ですべてのハロゲンと激しく反応する。
2 Dy (s) + 3 F2 (g) → 2 DyF3 (s) [緑]
2 Dy (s) + 3 Cl2 (g) → 2 DyCl3 (s) [白]
2 Dy (s) + 3 Br2 (g) → 2 DyBr3 (s) [白]
2 Dy (s) + 3 I2 (g) → 2 DyI3 (s) [緑]
ジスプロシウムは希硫酸に容易に溶解して、[Dy(OH2)9]3+錯体として存在する黄色のDy(III)イオンを含む溶液を形成する。
2 Dy (s) + 3 H2SO4 (aq) → 2 Dy3+ (aq) + 3 SO2−
4 (aq) + 3 H2 (g)
得られる化合物である硫酸ジスプロシウム(III)は、著しく常磁性である。

### 化合物

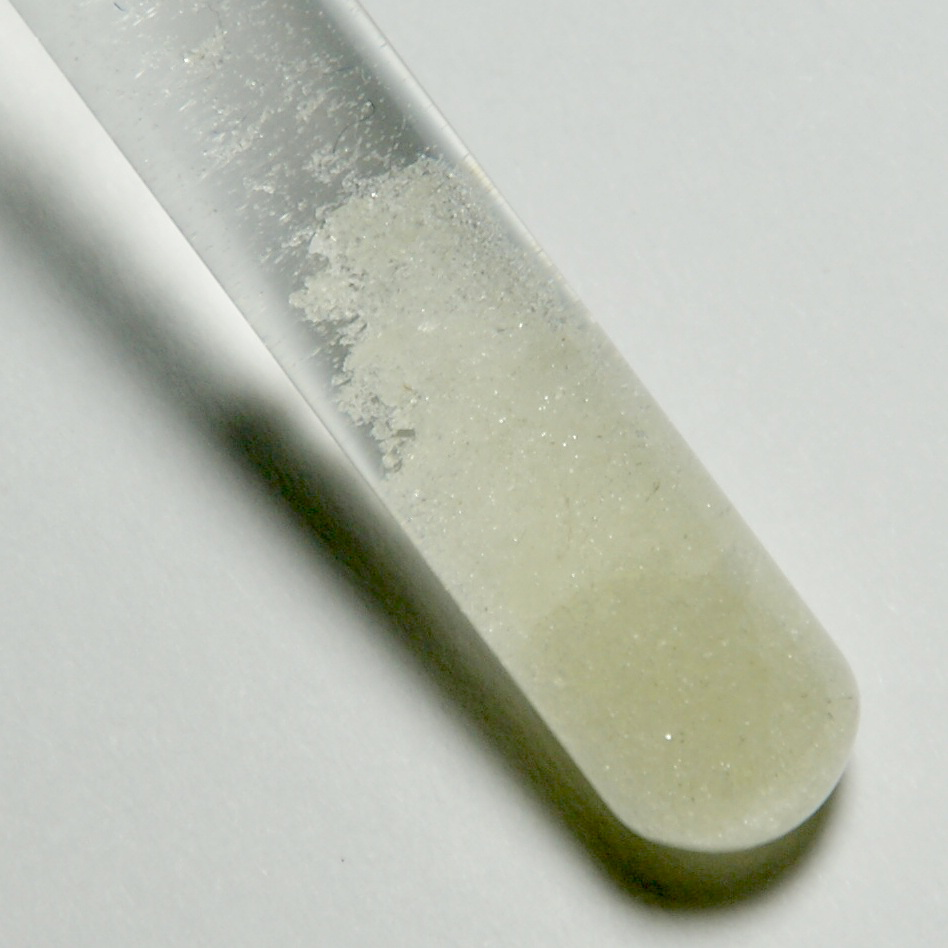
硫酸ジスプロシウム Dy_{2}(SO_{4})_{3}

DyF3やDyBr3などのハロゲン化ジスプロシウムは、黄色を帯びる傾向がある。酸化ジスプロシウム（ジスプロシア）は、酸化鉄よりも磁性の高い白色粉末である。
ジスプロシウムは高温でさまざまな非金属と結合し、さまざまな組成と酸化状態+3（場合によっては+2）の二元化合物を形成する。例えば、DyN, DyP, DyH2とDyH3; DyS, DyS2, Dy2S3とDy5S7; DyB2, DyB4, DyB6とDyB12, Dy3CとDy2C3。
炭酸ジスプロシウムDy2(CO3)3と硫酸ジスプロシウムDy2(SO4)3は、同様の反応から生じる。ほとんどのジスプロシウム化合物は水に溶解するが、炭酸ジスプロシウム四水和物(Dy2(CO3)3·4H2O)とシュウ酸ジスプロシウム十水和物(Dy2(C2O4)3·10H2O)はどちらも水に不溶である。最も豊富な炭酸ジスプロシウムの2つ、Dy2(CO3)3·2–3H2O（テンゲル石-(Y)に類似）とDyCO3(OH)（弘三石-(La)と弘三石-(Nd)）は、化学式Dy2(CO3)3·4H2Oで表される整列されていない（アモルファス）前駆体相を介して形成されることが知られている。このアモルファスの前駆体は、周囲温度および高温での乾燥処理の下で非常に安定している、直径10-20nmの高く水和した球状ナノ粒子で構成される。

### 同位体
自然に生じるジスプロシウムは、7つの同位体（156Dy, 158Dy, 160Dy, 161Dy, 162Dy, 163Dy, 164Dy）からなる。これらはすべて安定していると考えられているが、理論的には156Dyは半減期が1×1018年を超えるアルファ崩壊を起こす可能性がある。自然に生じる同位体のうち、164Dyが28%と最も多く、次いで多いのは162Dyで26%である。最も少ないのは156Dyで0.06%である。
原子質量が138から173までの範囲で29の放射性同位体が合成されている。このうち最も安定しているのは154Dyであり、半減期はおよそ3×106年であり、次いで長いのは159Dyで144.4日である。最も不安定であるのは138Dyで、半減期は200ミリ秒である。一般的に、安定同位体よりも軽い同位体は主にβ+崩壊により崩壊する傾向があり、重い同位体はβ−崩壊により崩壊する傾向がある。しかし、154Dyは主にアルファ崩壊により崩壊し、152Dyと159Dyは主に電子捕獲により崩壊する。ジスプロシウムには少なくとも11の準安定異性体があり、原子質量は140から165までの範囲にある。これらの中で最も安定であるのは165mDyであり、半減期は1.257分である。149Dyには2つの準安定異性体があり、2番目の149m2Dyの半減期は28ナノ秒である。

## 歴史
1878年、エルビウム鉱石にホルミウムとツリウムの酸化物が含まれていることが分かった。1886年パリでフランスの化学者ポール・ボアボードランが酸化ホルミウムから酸化ジスプロシウムを分離した。彼がジスプロシウムを単離するために、酸化ジスプロシウムを酸に溶解し、次にアンモニアを加えて水酸化物を沈殿させる手順を行った。この手順を30回以上試みることで酸化物からジスプロシウムを単離することができた。単離に成功後、この元素をギリシア語で「近づき難い」を意味するδυσπρόσιτος (dysprositos)から、ジスプロシウムと名付けた。1950年代初頭にアイオワ州立大学でフランク・スペディングがイオン交換技術を開発するまで、比較的純粋な形で分離されなかった。
風力タービンに使用される永久磁石に使用されるため、ジスプロシウムは再生可能エネルギーの世界において地政学的競争の主要物の1つになるであろうと主張されてきた。しかし、この視点はほとんどの風力タービンが永久磁石を使用していないことを認識しておらず、生産拡大のための経済的インセンティブの力を過小評価していると批判されている。
2013年、当時の一大生産拠点であった中華人民共和国がレアアースの輸出制限を実施し、ジスプロシウムも価格が高騰。日本では対前年度比で10倍超となる3,500円/kgに迫る月も出た。翌年には1,000円/kg台へ下落したが、高騰を契機にジスプロシウムの使用量を抑えたモーターの製造などの技術革新が進んだ。このことを契機に、ベトナムやカザフスタンなど中国以外の生産地調査が進められている。
2025年4月、アメリカ合衆国は、中国を含む対米貿易赤字額が大きい国・地域に相互関税を賦課すると発表。これに中国は、ジスプロシウムを含む7つの中・重希土類の輸出規制を通告して対抗した。

## 発生

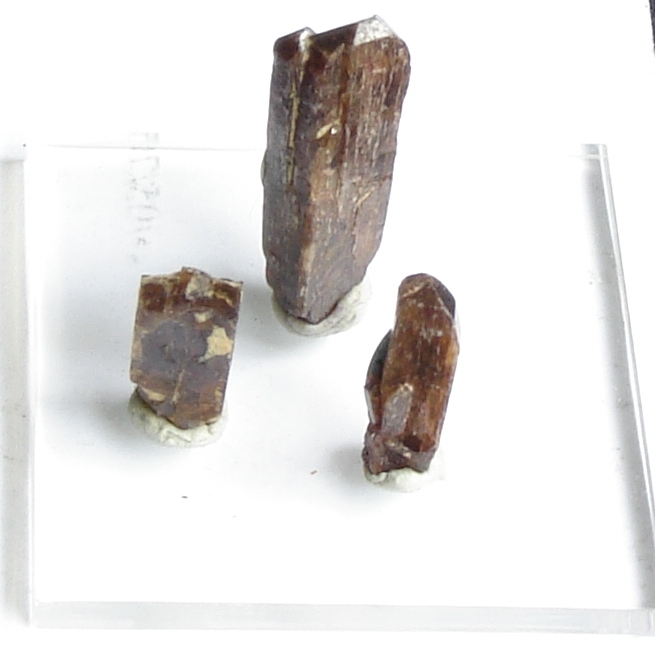
ゼノタイム

ジスプロシウムは単体では見られることはなく、多くの鉱物（ゼノタイム、フェルグソン石、ガドリン石、ユークセン石、ポリクレース石、ブロムストランジン、モナズ石、バストネサイトなど）に含まれ、エルビウムやホルミウムなどの希土類元素とともに含まれることがよくある。ジスプロシウムが最も多く含まれる鉱物は未だ見つかっていない。
これらのうちイットリウムが多いものでは、ジスプロシウムは重ランタノイドの中で最も豊富に含まれており、濃縮液の7–8%（対イットリウムの割合は65%）を占める。地球の地殻における割合は約5.2 mg/kgであり、海水中では0.9 ng/Lである。

## 産出
ジスプロシウムは、主に様々なリン酸塩の混合物であるモナズ石から得られる。また、イットリウムの商業的抽出の副産物として得られる。ジスプロシウムを単離する際には、不要な金属の大部分を磁気的もしくは浮遊選鉱により取り除くことができる。その後、イオン交換置換過程により他の希土類金属から分離することができる。結果得られるジスプロシウムイオンはフッ素または塩素と反応してフッ化ジスプロシウムDyF3または塩化ジスプロシウムDyCl3が形成されうる。これらの化合物はカルシウムまたはリチウム金属のいずれかを使用して、以下の反応で還元することができる。
3 Ca + 2 DyF3 → 2 Dy + 3 CaF2
3 Li + DyCl3 → Dy + 3 LiCl
タンタルのるつぼに入れ、ヘリウム雰囲気下で燃焼させる。反応が進行すると、得られるハロゲン化合物と溶融ジスプロシウムは密度の違いにより分離する。混合物が冷却されるとジスプロシウムが不純物から分離される。
ジスプロシウムは毎年世界中でおよそ100トンが産出され、その99%が中国で産出されている。価格は2003年の1ポンドあたり7ドルから2010年後半には1ポンド当たり130ドルとほぼ20倍になった。2011年には1キロあたり1,400ドルに上昇したが、2015年には240ドルに下落した。これは主に政府の制限を回避した中国での違法な産出が原因となっている。
現在、ジスプロシウムのほとんどは中国南部のイオン吸着性粘土鉱石から得られている。2018年現在、西オーストラリア州Halls Creekの南東160kmにあるBrowns Range Projectのパイロットプラントでは、年間50メトリックトン (49ロングトン)産出されている。
アメリカ合衆国エネルギー省によると、ジスプロシウムの現在の用途と予測される用途の幅の広さ及びただちに適切な代替がないことから、新興のクリーンエネルギー技術にとって最も重要な元素となっている。最も保守的な予測でさえも2015年までにジスプロシウムが不足すると予測している。2015年下半期時点でオーストラリアには新興の希土類（ジスプロシウム含む）抽出産業が存在する。

## 用途
ジスプロシウムはバナジウムなどの元素とともにレーザー材料や商用照明などに使用されている。ジスプロシウムは熱中性子吸収断面積が大きいため、酸化ジスプロシウムニッケルサーメットは原子炉の中性子吸収制御棒に使用されている。ジスプロシウムカドミウムカルコゲン化物は、赤外線放射源であり、化学反応の研究に有用である。ジスプロシウムとその化合物は磁化に対して敏感であるため、ハードディスクなどの各種データ保存用途に採用されている。電気自動車のモーターや風力発電機に使用される永久磁石としての需要が高まっている。
ネオジム鉄ホウ素磁石は、電気自動車の駆動モーターや風力タービンの発電機などの用途で保磁力を高めるために、ネオジムの6%までをジスプロシウムに代替することができる。この代替には電気自動車1台当たり最大100gのジスプロシウムが必要となる。トヨタ自動車が年間200万台を予測していることを基にすると、このような用途にジスプロシウムを使用した場合、利用可能な供給源がすぐに枯渇してしまう。また、ネオジム磁石の保磁力を高めるための添加物としての利用が急増しており、安定供給の確保に懸念が生じている。そのため、日本では経済産業省主導の「希少金属代替材料開発プロジェクト」で希土類磁石に向けた使用量を2011年度までに現状から30 %低減、2012年度までに100%低減（代替）するための技術開発を目指すなどしていた。ジスプロシウムによる置換は磁石の耐食性を向上させることから他の用途にも役立つ可能性がある。
ジスプロシウムは、鉄、テルビウムとともにTerfenol-Dの成分の1つである。Terfenol-Dは既知の材料の中で最高の室温磁歪を有しており、トランスデューサー、広帯域力学的共振器、高精度液体燃料噴射装置に採用されている。
ジスプロシウムは、電離放射線を測定するための線量計に使用されている。硫酸カルシウムやフッ化カルシウムの結晶にジスプロシウムがドープされている。これらの結晶に放射線を照射すると、ジスプロシウム原子が励起されて発光する。この発光を測定することで、線量計がどの程度の被ばくを受けたかを決定することができる。
ジスプロシウムのナノファイバーは、強度が高く表面積が大きい。したがって、他の材料を補強したり触媒として機能するために使用される。酸化ジスプロシウムフッ化物のファイバーはDyBr3とNaFの水溶液を450℃、450バールで17時間加熱することにより製造することができる。この材料は再溶解や凝集を起こさず、400℃を超える温度の様々な水溶液中で100時間以上残存するほど非常に強健である。
高輝度メタルハライドランプには、ヨウ化ジスプロシウムと臭化ジスプロシウムが使用されている。これらの化合物はランプの高温中心付近で解離し単離ジスプロシウム原子を放出する。後者はスペクトルの緑と赤の部分の光を再放出し、これにより効果的に明るい光を生成する。
ジスプロシウムのいくつかの常磁性結晶塩（ジスプロシウムガリウムガーネット(DGG)、ジスプロシウムアルミニウムガーネット(DAG)、ジスプロシウム鉄ガーネット(DyIG)）は、断熱消磁冷却装置に使用されている。
3価のジスプロシウム(Dy3+)のダウンシフト発光特性が研究されている。ジスプロシウムをドープしたイットリウム・アルミニウム・ガーネット(Dy:YAG)を電磁スペクトルの紫外線領域で励起すると、可視光領域のより長い波長の光子が放出される。このアイデアはUV励起白色発光ダイオードの新世代の基礎となっている。

## 注意点
多くの粉末と同様、ジスプロシウムの粉末は空気と混合した場合や着火源がある場合に爆発の危険性がある。ジスプロシウムの薄い箔は火花や静電気によっても発火することがある。ジスプロシウムの火は水で消すことができない。水と反応して可燃性の水素ガスを発生させることがあるが、塩化ジスプロシウムの火は水で消すことができる。フッ化ジスプロシウム、酸化ジスプロシウムは不燃性である。硝酸ジスプロシウム(Dy(NO3)3)は強力な酸化剤であり、有機物と接触すると容易に発火する。
塩化ジスプロシウムや硝酸ジスプロシウムなどの可溶性のジスプロシウム塩は、摂取すると軽度の毒性を示す。塩化ジスプロシウムのマウスへの毒性から、ヒトにとって500グラム以上の摂取が致命的であると推定されている。不溶性の塩は無毒である。